# イ・ミニョン (ゴルファー)
イ・ミニョン（李 民英、ハングル：이 민영、英語: Lee Min-Young、1992年3月13日 - ）は、大韓民国の女子プロゴルファー。所属はHanwha Q CELLS。韓国女子プロゴルフ協会（KLPGA）の登録上は（ハングル：이 민영2、英語: Lee Min-Young2）と表記される。

## 経歴
成均館大学校（大韓民国）卒業。
10歳でゴルフを始め、2010年6月に18歳でKLPGA入会。
同年8月「KLPGA2010グランドドリームツアー9戦」で下部ツアーながらプロ初優勝。
2013年11月「朝鮮日報ポスコチャンピオンシップ」においてKLPGAツアー初優勝。
2014年4月「ロッテマート女子オープン」、同年10月「OK貯蓄銀行 朴・セリ インビテーショナル」で同ツアー2勝目と3勝目を挙げる。同年12月「Hanwha ゴルフチーム」に入る。
2015年3月、中華人民共和国で開催された欧州女子ツアー「ミッションヒルズ・ワールドレディスチャンピオンシップ」参戦中に急な腹痛に見舞われ試合を棄権、その後腎臓がんであることが発覚し手術を受ける。手術は成功し、同年5月「NH投資証券レディスチャンピオンシップ」でツアー復帰（19位）。
2016年7月「クムホタイヤ女子オープン」で手術後初の優勝（KLPGAツアー4勝目）を遂げる。同年11月29日から12月2日にかけて行われた日本女子プロゴルフ協会（JLPGA）のファイナルクォリファイングトーナメントに進出し4位、翌シーズンの出場資格を獲得した。
2017年からTPD単年登録者（呼称は当時）としてJLPGAツアーに参戦、同年4月「ヤマハレディースオープン葛城」において同ツアー初優勝。「2017年ヤマハレディースオープン葛城優勝」の資格でJLPGA入会を申請し、同時期に申請したキム・ハヌルと共に同年6月1日付けでJLPGA89期生（インターナショナルプロフェッショナル会員）となる。同年7月「ニッポンハムレディスクラシック」で同ツアー2勝目を飾る。最終的にJLPGAツアー29試合に出場、年間獲得賞金ランキング（賞金ランク）2位で初のシード入り。同年12月に発表されたLPGAアワードにおいて「敢闘賞」を受賞した。
2018年に「Hanwha ゴルフチーム」から発展して発足した「Hanwha Q CELLS ゴルフチーム」の一員に名を連ねる。同年JLPGAツアー開幕戦となった「ダイキンオーキッドレディスゴルフトーナメント」で優勝（同ツアー3勝目）。最終的にJLPGAツアー25試合に出場、賞金ランク18位。
2019年5月「ほけんの窓口レディース」、同年9月「ゴルフ5レディスプロゴルフトーナメント」でJLPGAツアー4勝目と5勝目をあげる。最終的にJLPGAツアー31試合に出場、賞金ランク5位となり、参戦以来3年連続でシード入りを果たす。
2022年8月北海道MeijiカップでJLPGAツアー6勝目 

2024年10月NOBUTA GROUP マスターズGCレディースで最終日首位タイでスタートし71でまとめ通算14アンダーで、畑岡奈紗、岩井明愛に1打差で競り勝ち2年2か月ぶりの7勝目を手にした。  

## トーナメント優勝（11）

### JLPGAツアー（7）
| No. | Date                 | Tournament                                   | スコア                 | 2位との差 | 2位（タイ）         |
| --- | -------------------- | -------------------------------------------- | ---------------------- | --------- | ------------------- |
| 1   | 2017年3月30日-4月2日 | ヤマハレディースオープン葛城                 | −9（71-70-68-70=279）  | 1打       | 渡邉彩香            |
| 2   | 2017年7月7-9日       | ニッポンハムレディスクラシック               | −19（66-64-67=197）    | 6打       | キム・ハヌル        |
| 3   | 2018年3月1-4日       | ダイキンオーキッドレディスゴルフトーナメント | −11（72-67-66=205）    | 2打       | ユン・チェヨン      |
| 4   | 2019年5月17-19日     | ほけんの窓口レディス                         | −10（67-70-69=206）    | 1打       | 上田桃子 申ジエ     |
| 5   | 2019年9月6-8日       | ゴルフ5レディス                              | −16（64-68-68=200）    | 1打       | 淺井咲希 申ジエ     |
| 6   | 2022年8月5-7日       | 北海道Meijiカップ                            | −9（70-70-67=207）     | 1打       | 横峯さくら 櫻井心那 |
| 7   | 2024年10月17-20日    | NOBUTA GROUP マスターズGC レディース         | −14（65-70-68-71=274） | 1打       | 畑岡奈紗 岩井明愛   |

### ＫLPGAツアー（4）
|}